# Глинное (Гордеевский район)
Гли́нное — село в Гордеевском районе Брянской области, административный центр Глинновского сельского поселения. Расположено в 13 км к северо-востоку от Гордеевки. Население — 369 человек (2010).
В селе имеется отделение связи, библиотека.

## История
Основано в середине XVIII века; бывшее владение Разумовского, позднее Гудовичей (казачьего населения не имело). В XVIII веке упоминается с приходской церковью Святой Троицы; в XIX веке — деревня (Глинная) в приходе села Струговская Буда; с 1894 открыт приход новопостроенной Троицкой церкви (не сохранилась). В начале XX века была открыта церковно-приходская школа.
До 1781 года входило в Новоместскую сотню Стародубского полка; с 1782 по 1921 в Суражском уезде (с 1861 — в составе Буднянской (Струговобудской) волости); в 1921—1929 в Клинцовском уезде (Струговобудская, с 1924 Гордеевская волость). С 1929 в Гордеевском районе, а в период его временного расформирования (1963—1985) — в Клинцовском районе.
В 1974—1986 гг. входило в состав Струговобудского сельсовета.

## Население
340 человек (2013).